# Beta Delphini
β Delphini (Beta Delphini, kurz β Del) ist ein Doppelstern im Sternbild Delphin. Mit einer scheinbaren Helligkeit von 3,63 mag ist β Delphini heller als α Delphini (Alpha Delphini, V = 3,77 mag) und damit der hellste Stern im Delphin. Den Eigennamen Rotanev brachte der italienische Astronom Niccolò Cacciatore mit seinem Palermo Star Catalogue (1814) in Umlauf. Sein Nachname lautete latinisiert „Venator“ (dt. „Jäger“), was rückwärts gelesen „Rotanev“ heißt (analog dazu siehe auch: Sualocin).
Das Doppelsternsystem besitzt eine Umlaufzeit von 26,7 Jahren. Die Einzelsterne β Del A (V = 4,0 mag, Spektraltyp F5) und β Del B (V = 4,9 mag, Spektraltyp F2) weisen einen scheinbaren Abstand von 0,3″ (Epoche 2016) auf. Es sind zwei Unterriesen mit Massen von 1,75 M⊙ (β Del A) und 1,5 M⊙ (β Del B). Hochpräzise astrometrische Messungen am Palomar Testbed Interferometer deuten auf einen weiteren Himmelskörper im Orbit um eine der beiden Komponenten hin, der entweder ein Exoplanet mit ≈ 9 MJupiter (U ≈ 202 Tage) oder ein Brauner Zwerg mit ≈ 15 MJupiter (U ≈ 435 Tage) sein müsste. Das Sternsystem liegt 101 ± 2 Lichtjahre von uns entfernt (gemäß trigonometrischer Parallaxe von 32,33 ± 0,47 mas). Bei dieser Entfernung entspricht der geschätzte Sternscheibendurchmesser für β Del A (1,188 mas) einem wahren Radius von ≈ 3,9 R⊙. Das System besitzt eine Metallizität von [Fe/H] = −0,05 und ein Alter von ca. 1,8 Mrd. Jahren.
Entdeckt wurde die Doppelsternnatur des Sterns 1873 von S. W. Burnham. Den nächsten scheinbaren Maximalabstand zeigt der Doppelstern zu Beginn der 2030er Jahre mit 0,6″. Auch Amateurastronomen mit großen Instrumenten (Spiegeldurchmesser > 30 cm) können ihn dann auflösen – entsprechend gutes Seeing und hohe Vergrößerung vorausgesetzt. Aus den Bahnelementen in der Infobox rechts lassen sich folgende Ephemeriden berechnen (Abstand ρ und Positionswinkel θ von β Del B zu A jeweils für Jahresmitte):
- Epoche 2016,5: ρ = 0,28″, θ = 177°
- Epoche 2019,5: ρ = 0,20″, θ = 233°
- Epoche 2022,5: ρ = 0,28″, θ = 309°
- Epoche 2025,5: ρ = 0,46″, θ = 335°
- Epoche 2028,5: ρ = 0,57″, θ = 348°
- Epoche 2031,5: ρ = 0,58″, θ = 358°

Der Washington Double Star Catalog verzeichnet noch drei optische Begleiter (ρ und θ zu β Del AB):
- β Del C: V = 13,5 mag, ρ = 12,1″, θ = 139° (Epoche 2011)
- β Del D: V = 11,4 mag, ρ = 46,7″, θ = 318° (Epoche 2011)
- β Del E: V = 11,6 mag, ρ = 112,2″, θ = 271° (Epoche 2011)

β Del C bewegt sich mit einer Eigenbewegung von µα = 50,9 ± 36 mas/Jahr und µδ = −55,6 ± 36 mas/Jahr in eine ähnliche Richtung wie das Paar AB (µα = 118 mas/Jahr, µδ = −48 mas/Jahr). Dieses common proper motion pair besitzt aber keine physische Zusammengehörigkeit; β Del C ist ein Hintergrundstern und die ähnliche Eigenbewegung ist von rein zufälliger Natur.